# Snowangel
Snowangel è una pièce teatrale ad atto unico scritta da Lewis John Carlino nel 1962. 

## Trama
Tormentato dal ricordo di un antico amore, John si reca da Connie, una prostituta, per convincerla a ricostruire certe scene del suo passato che gli sono rimaste impresse nella mente e che sono diventate il simbolo di una felicità perduta. John le fa indossare vestiti particolari e la trucca in modo tale da assomigliare il più possibile alla ragazza che amava. Febbrilmente, John riproduce nei minimi dettagli la scena della prima volta in cui la incontrò in un museo. Travolto dalle sue emozioni, il ragazzo perde quasi completamente il contatto con la realtà fino a quando Connie lo riporta bruscamente nel presente. A questo punto, Connie gli parla dei suoi viaggi immaginari dove è solita rifugiarsi mentre i clienti la usano. Attraverso il racconto delle loro illusioni, John e Connie raggiungono una maggiore consapevolezza di sé stessi.

## Storia
Originariamente composta per un seminario teatrale presso l'Actors Studio, Snowangel debuttò il 13 giugno del 1963 al York Theatre di New York come prima parte di una commedia a due atti intitolata Cages. Nella prima storica rappresentazione, diretta da Howard Da Silva, i ruoli protagonisti furono interpretati da Jack Warden e Shelley Winters. La commedia ottenne un'ottima critica dal The New York Times; Howard Taubman paragonò Lewis John Carlino a Tennessee Williams.
L'opera è diventata un classico del repertorio teatrale contemporaneo di New York e continua ad essere rappresentata nei teatri e nelle scuole. Fra i registi più celebri che l'hanno messa in scena si ricordano Ben Guillory (2006)  e John Coppola (2012).